# Strzępkoząb brodaty

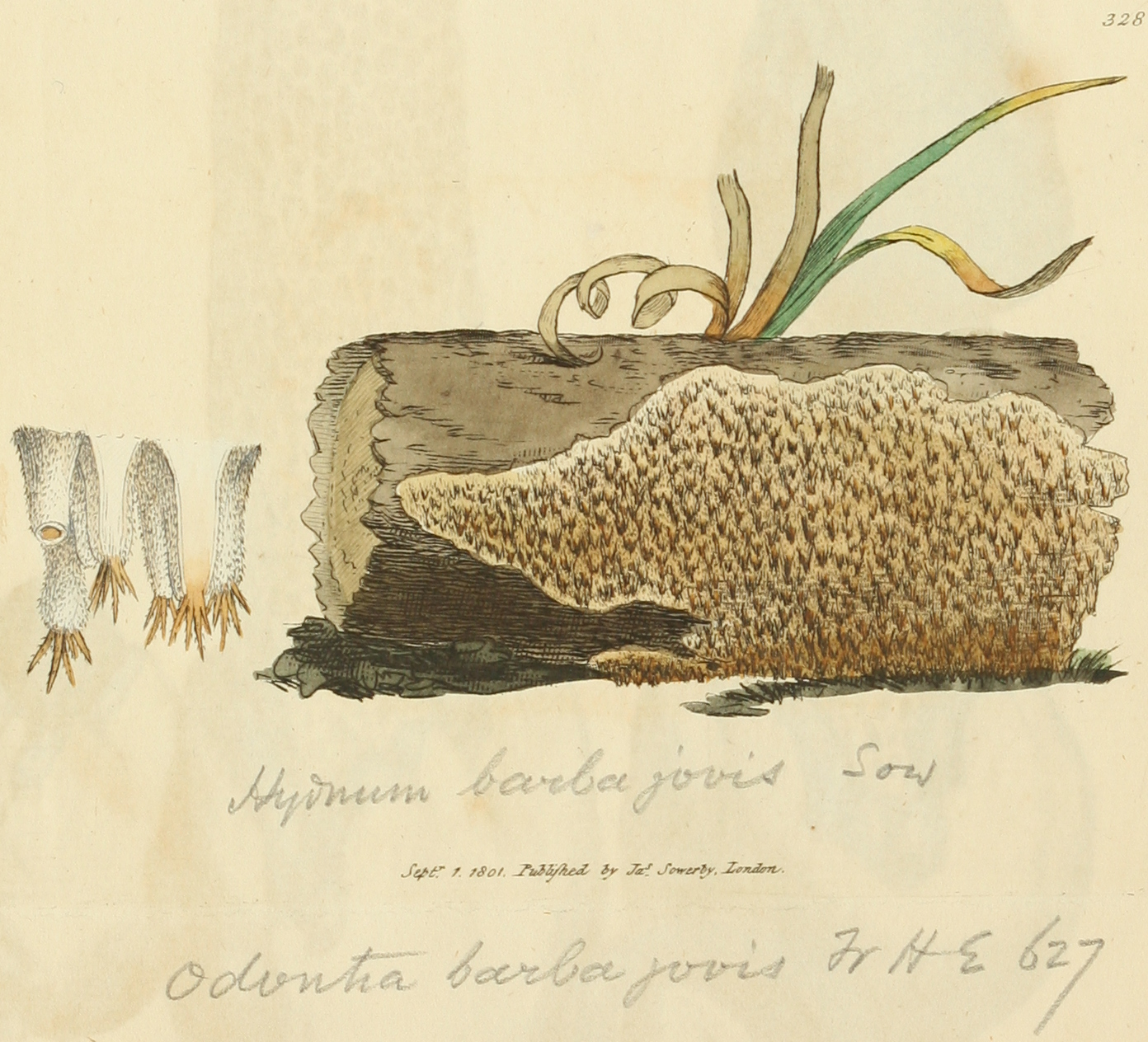

Strzępkoząb brodaty (Hyphodontia barba-jovis (Bull.) J. Erikss.) – gatunek grzybów z rzędu szczeciniakowców (Hymenochaetaceae).

## Systematyka i nazewnictwo
Pozycja w klasyfikacji według Index Fungorum: Hyphodontia, Hyphodontiaceae, Hymenochaetales, Agaricomycetidae, Agaricomycetes, Agaricomycotina, Basidiomycota, Fungi.
Takson ten w 1791 r. opisał Jean Baptiste François Pierre Bulliard, nadając mu nazwę Hydnum barba-jovis (jako Hydnum barba-jobi). Obecną, uznaną przez Index Fungorum nazwę nadał mu John Eriksson w 1958 r.
Ma 12 synonimów. Niektóre z nich:
- Grandinia barba-jovis (Bull.) Jülich 1982
- Hyphodontia irpicoides (P. Karst.) Burds. & M.J. Larsen 1983
- Odontia lanceolata H. Furuk. 1974[2].

Polską nazwę zaproponował Władysław Wojewoda w 2003 r.

## Morfologia
Owocnik
Wieloletni, rozpostarty, okrągły. Może rozwijać się na korze lub na drewnie. Sąsiednie owocniki często zlewają się z sobą. Powierzchnia początkowo biaława, podczas rozwoju ciemniejąca, ochrowa, w końcu bladobrązowa. Miąższ początkowo miękki, potem włóknisty i raczej twardy. Hymenofor kolczasty. Kolce stożkowate, o długości do 3 mm, na szczytach pędzelkowato rozgałęzione z mniej lub bardziej licznymi, wystającymi strzępkami i cystydami. Brzeg owocnika zmienny; strzępiasty lub nieregularny.
Cechy mikroskopowe
System strzępkowy monomityczny. Strzępki o szerokości 2–3 µm, wyraźne, nieco grubościenne, mniej więcej równoległe i słabo rozgałęzione, w subikulum nieregularnie splątane. Strzępki w subhymenium cieńsze i w dojrzałych owocnikach pokryte gęstą teksturą. Sprzążki obecne na wszystkich septach strzępek, rozgałęzienia strzępek powstają w sprzążkach, lub w ich pobliżu. Wszystkie strzępki cyjanofilne. W hymenium i w wierzchołkach kolców liczne cystydy. Są cylindryczne, często wygięte i zwężone, grubościenne z wyjątkiem części wierzchołkowej, cyjanofilne, 80–300 × 6–8 µm. Cystydy w hymenium często kolankowate, zwłaszcza w wierzchołkowej części kolców. W cystydach występują septy wtórne bez sprzążek, rzadko ze sprzążkami. Podstawki początkowo prawie maczugowate, potem prawie cylindryczne ze zwężeniem na środku, 14–20 × 4–5 µm, z 4 sterygmami i sprzążką w podstawie. Zarodniki elipsoidalne, cienkościenne, gładkie, z jedną gutulą, 4,5–5,5 (–6) × 3,5–4,5 µm.

## Występowanie i siedlisko
Występuje w Ameryce Północnej i Południowej, Europie, Azji, Afryce i na Nowej Zelandii. W Europie jest szeroko rozprzestrzeniony, jego zasięg ciągnie się od Morza Śródziemnego i Oceanu Atlantyckiego po północne krańce Półwyspu Skandynawskiego. Występuje także na południowym wybrzeżu Grenlandii. W. Wojewoda w 2003 r. przytacza 3 jego stanowiska w Polsce, wszystkie dawne (1889, 1903, 1967, 1970), wraz z uwagą, że rozprzestrzenienie tego gatunku i jego zagrożenie w Polsce nie są znane.
Grzyb nadrzewny, saprotrof. Występuje w różnego typu lasach na martwym drewnie głównie drzew liściastych, zwłaszcza olchy, brzozy, leszczyny i dęba, rzadziej na drewnie drzew iglastych, zwłaszcza jodły i świerka.

## Gatunki podobne
Strzępkoząb brodaty jest gatunkiem dość charakterystycznym i łatwym do identyfikacji. Najbliżej z nim spokrewniony jest strzępkoząb jodłowy (Hyphodontia abieticola), który rośnie na drewnie iglastym. Ma owocnik rozpostarty z małymi kolcami, różni się także kształtem zarodników.